# 茉莉·托德的生活
《茉莉·托德的生活》（英語：The Days and Nights of Molly Dodd）是一部美國電視喜劇，由傑·塔塞斯擔任主創，布萊兒·布朗主演。1987年5月21日至1988年6月29日在NBC播出，1989年4月17日至1991年4月13日改在Lifetime播出。

## 獎項
該劇年年為布萊兒·布朗五次提名黃金時段艾美獎最佳喜劇女演員。1991年，當第五季（也是最後一季）播出時，布朗獲得了有線電視卓越獎劇情類劇集最佳女主角。傑·塔塞斯也獲得了諸多提名。

## 音樂版權
該劇從未發行DVD或登上串流媒體服務。製片人並未保證後續播出的音樂版權。儘管布朗經常以莫莉的身份演唱，但確保音樂本身的版權的成本將不斐。布朗在接受采訪時表示，「我唱的所有歌曲都沒有獲得版權，所以（節目）被存放在某個地方的保險庫裡，永不見光。」

## 外部連結
- 互联网电影数据库（IMDb）上《茉莉·托德的生活》的资料（英文）
- The Days and Nights of Molly Dodd （页面存档备份，存于） at epguides.com
- Richard Lawson Official Website: The Days and Nights of Molly Dodd （页面存档备份，存于） – features the video clip of Molly and Nathaniel's first meeting, plus other clips and production stills